# Abdelali Mhamdi
Abdelali Mhamdi (arab. عبد العالي المحمدي, ur. 29 listopada 1991 w Marrakeszu) – marokański piłkarz, grający jako bramkarz w Wydadzie Casablanca. Reprezentant kraju.

## Kariera klubowa

### Kawkab Marrakesz
Zaczynał karierę w Kawkabie Marrakesz. Grał tam jako junior, do seniorskiego zespołu przeniesiono go w 2011 roku. W sezonie 2013/2014 zagrał 13 meczów. W kolejnym sezonie zagrał 27 spotkań, w których wpuścił 24 bramki i trzynaście razy zachował czyste konto.

### Renaissance Berkane
22 lipca 2015 roku przeniósł się do Renaissance Berkane za kwotę 277 tysięcy euro. Zadebiutował tam 6 września 2015 roku w meczu przeciwko Olympique Khouribga (0:0). Zagrał cały mecz. W sumie zagrał 91 ligowych meczów, w których wpuścił 87 bramek i 30 razy zachowywał czyste konto. 
Wygrał puchar Maroka w sezonie 2017/2018.

### Abha Club
1 lipca 2019 roku został zawodnikiem saudyjskiego Abha Club. Zadebiutował tam 23 sierpnia 2019 roku w meczu przeciwko Al-Hilal (porażka 2:4). Zagrał całe spotkanie. Łącznie wystąpił w 84 meczach Saudi Professional League, w których wpuścił 135 goli i miał 13 czystych kont. 

### Maghreb Fez
26 sierpnia 2022 roku powrócił do ojczyzny, podpisując kontrakt z Maghrebem Fez. Zadebiutował w tym zespole 17 września 2022 roku w meczu przeciwko Jeunesse Sportive de Soualem (porażka 0:1). Zagrał cały mecz. W sumie wystąpił w 19 meczach, w których wpuścił 19 bramek i sześciokrotnie zachowywał czyste konto. 

### Al-Batin FC
2 sierpnia 2023 roku powrócił do Arabii, zostając zawodnikiem Al-Batin FC. Debiut zaliczył tam 22 sierpnia 2023 roku w meczu przeciwko Al-Safa (wygrana 1:0). Zagrał cały mecz. Raz asystował – dokonał tej sztuki 19 września 2023 roku w meczu przeciwko Ohod Al-Medina (zwycięstwo 3:1). Asystował przy bramce Yousefa Fawaza w 96. minucie. Łącznie wystąpił w 30 meczach ligowych, w których miał 35 wpuszczonych bramek i 9 czystych kont.

### Wydad Casablanca
23 lipca 2024 roku został graczem Wydadu Casablanca. Debiut zaliczył tam 30 sierpnia 2024 roku w meczu przeciwko Maghrebowi Fez (porażka 0:1). Zagrał cały mecz. Łącznie (stan na 21 grudnia 2024) wystąpił w dwóch meczach, w których wpuścił dwie bramki.

## Kariera reprezentacyjna
Mhamdi w reprezentacji Maroka zadebiutował 13 września 2017 roku w meczu towarzyskim przeciwko reprezentacji Egiptu (1:1). Zagrał cały mecz. Łącznie w latach 2017–2021 zagrał 4 mecze w ojczystej reprezentacji.